# عباس‌آباد (اسفندقه)
عباس‌آباد یک روستا در ایران است که در دهستان اسفندقه در شهرستان جیرفت واقع شده‌است. عباس‌آباد ۱۸۵ نفر جمعیت دارد.

## جمعیت
این روستا در بخش مرکزی شهرستان جیرفت قرار دارد و براساس سرشماری مرکز آمار ایران در سال ۱۳۸۵، جمعیت آن ۱۸۵ نفر (۳۱ خانوار) بوده‌است.